# O descanso do modelo (Henrique Pousão)

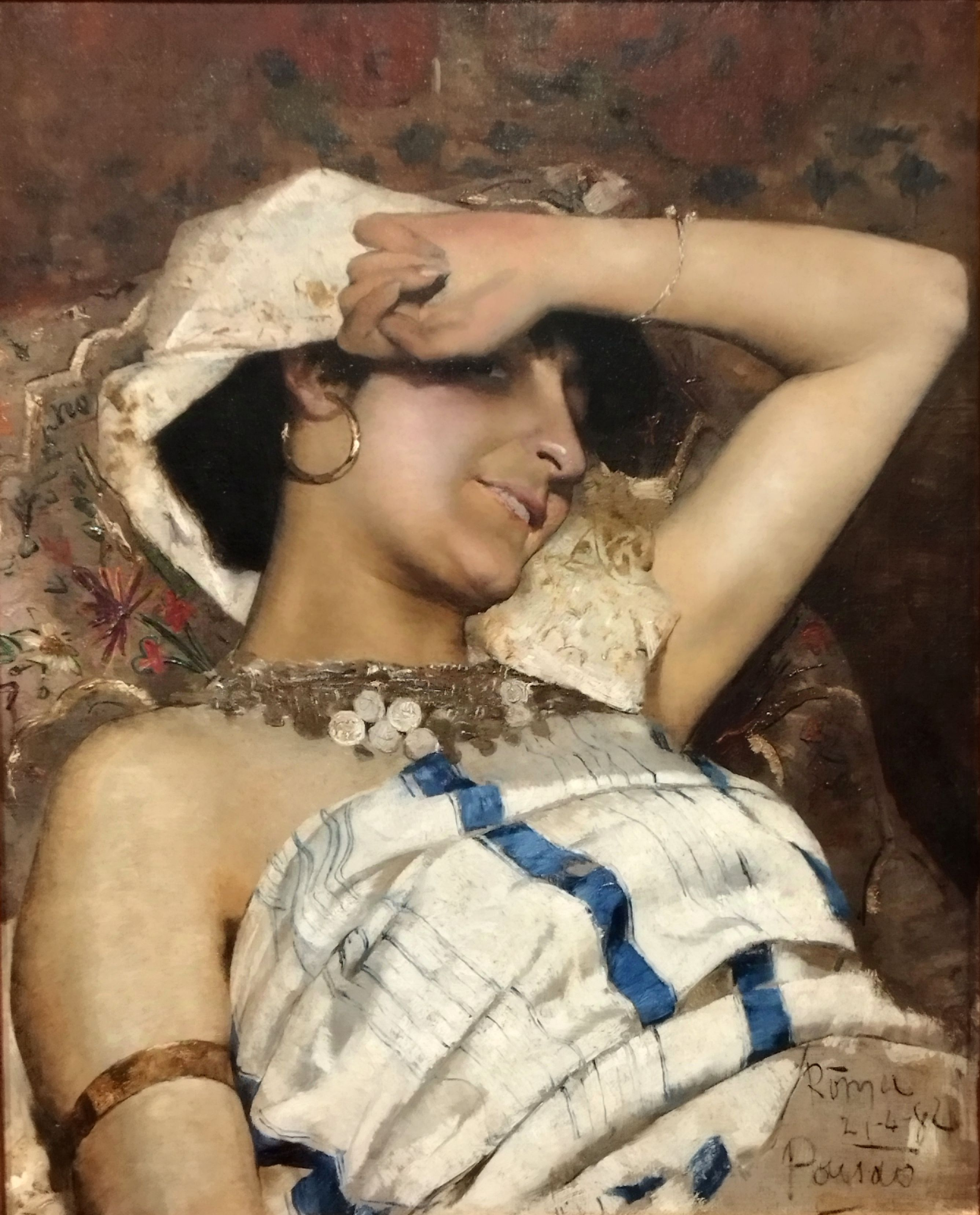
Descanso do Modelo ou Napolitana, de Henrique Pousão

O descanso do modelo ou Napolitana é uma pintura a óleo sobre tela do pintor português Henrique Pousão pintada em 21 de abril de 1882, em Roma. A obra tem as dimensões (altura x comprimento x largura) de 60,5 x 49 cm.

## Sobre a obra
A obra que pertencia a família do pintor foi à leilão em 05 de julho de 2021, sendo adquirida pelo colecionador Teixeira da Silva, que a colocou em depósito na Fundação de Serralves - Museu de Arte Contemporânea do Porto e atualmente está em exibição no Museu Nacional Soares dos Reis (MNSR).
A pintura foi pintada por Pousão em abril de 1882, em Roma, onde o artista estava integrado ao Circolo Artistico Internazionale . Neste mesmo período ele também cria a obra Cecília na qual "retrata uma jovem orante junto a um pilar da Igreja de Santo António dos Portugueses, com o qual concorreu ao Salon de Paris". Na etiqueta da obra, no MNSR, consta: "O Descanso do Modelo, pintado em Roma, em abril de 1882, confirma o entusiasmo de Pousão com os modelos ciociaro característicos dos arredores de Roma. Junto com a obra Cecília (terminada exatamente neste mês para concorrer ao prestigiado Salon de Paris) forma uma espécie de contraponto entre a representação da figura pitoresca ideal (conforme preconizavam a tradição e a academia) e a prática transgressiva, que o naturalismo vinha propor ao trazer para a pintura o momento em que, suspensa a pose, o corpo, sensual e insinuante se rende ao repouso. O descanso do modelo foi tema recorrente na literatura e na pintura deste período e dele faz igualmente eco a obra Esperando o Sucesso no lado oposto da sala".